# Sargocentron diadema
El Sargocentron diadema es una especie de pez marino de la familia Holocentridae, orden Beryciformes.

## Morfología
Tienen una longitud máxima de unos 17 cm, aunque raramente supera los 13 cm. Cuerpo alto y algo comprimido lateralmente; el color de base es rojo, y tiene líneas horizontales plateadas que recorren todo el cuerpo, hasta la aleta caudal. Su aleta dorsal es distintiva, de color negro-rojizo a negro, tiene dos líneas blancas horizontales.
Espinas dorsales: 11; radios blandos dorsales: 12-14. Cuenta con una espina preopercular pequeña y venenosa.

## Alimentación
Se alimenta de gastrópodos, gusanos poliquetos, pequeñas almejas, solenogastros, isópodos y cangrejos braquiuros.

## Reproducción
Son dioicos, o de sexos separados. Es una especie ovípara, con larvas planctónicas. De fertilización externa, no cuidan las puestas y dispersan los huevos en el sustrato, en aguas abiertas.

## Hábitat
Habita zonas superficiales, lagunas y laderas exteriores del arrecife, hasta los 30 m de profundidad. Los adultos se esconden en pequeñas cuevas o en las grietas y fisuras de las rocas durante el día, alimentándose de isópodos.  Por la noche se alimenta en zonas de arenales y arrecifes bajos comiendo gusanos poliquetos, gasterópodos del género Atys, solenogastros, pequeñas almejas y pequeños cangrejos. Tienden a vivir en grupos.
Su rango de profundidad es entre 1 y 60 m, usualmente entre 2 y 30 m.

## Distribución geográfica
Se distribuyen en aguas tropicales del océano Indo-Pacífico, desde la costa este africana, incluido el mar Rojo, hasta Hawái y Micronesia.
Es especie nativa de Arabia Saudí; Australia; Birmania; Brunéi Darussalam; Chagos; China; islas Cocos (Keeling); Comoros; islas Cook; Corea; Egipto; Eritrea; Estados Unidos (islas Hawái, Howland-Baker, de la Línea, Midway); Filipinas; Fiyi; Guam; India; Indonesia; Israel; Japón; Jordania; Kenia; Kiribati (Gilbert Is., Kiribati Line Is., Phoenix Is.); Madagascar; Malasia; Maldivas; islas Marianas del Norte; islas Marshall; Mauritius; Mayotte; Micronesia; Mozambique; Nauru; isla Navidad; Nueva Caledonia; Niue; Omán; Palaos; Papúa Nueva Guinea; Pitcairn; Polinesia Francesa; Reunión; islas Salomón; Samoa; Samoa Americana; Seychelles; Somalia; Sudáfrica; islas Spratly; Sri Lanka; Sudán; Tailandia; Taiwán; Tanzania; Timor-Leste; Tokelau; Tonga; Tuvalu; Vanuatu; Wallis y Futuna; Yemen y Yibuti.

## Galería

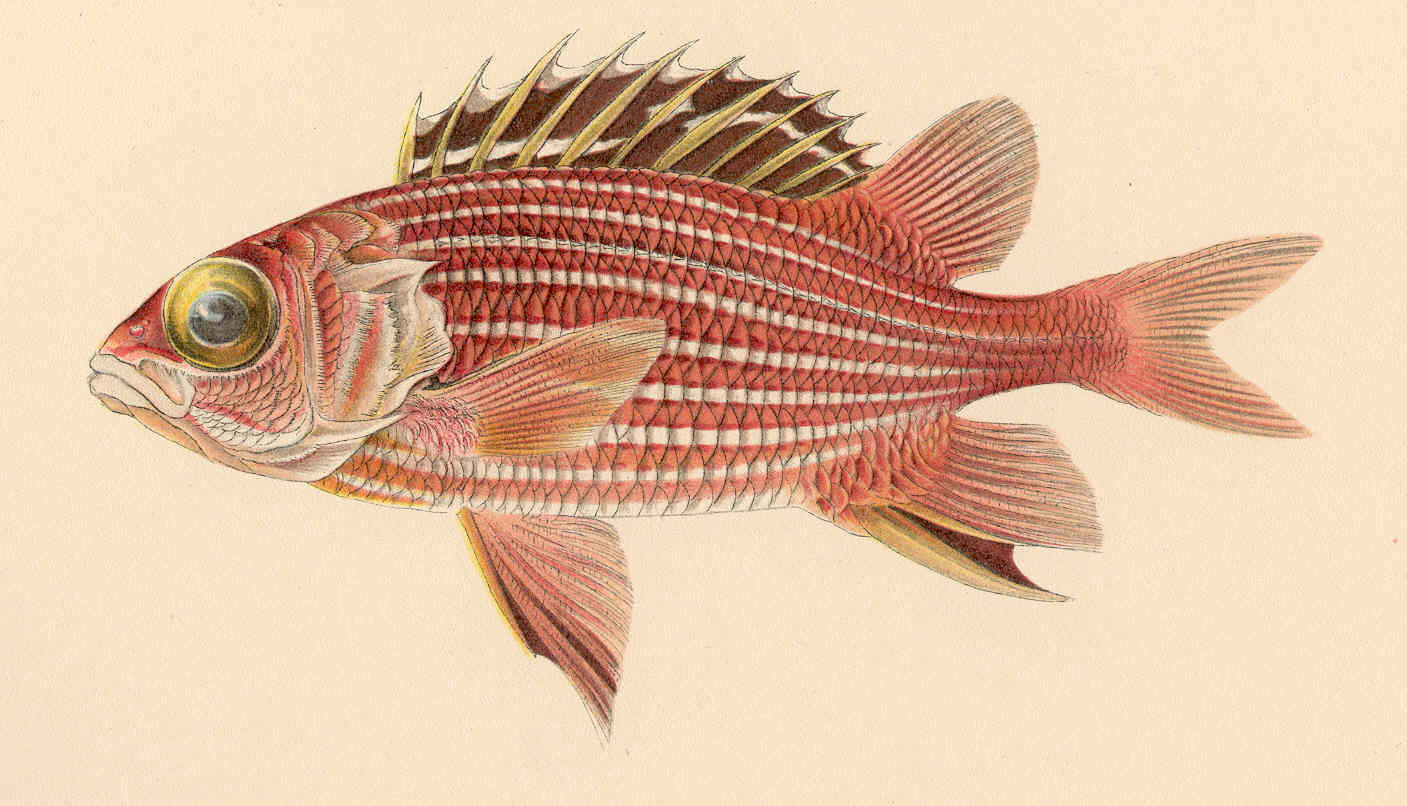
Ilustración de 1905 de Jordan y Evermann
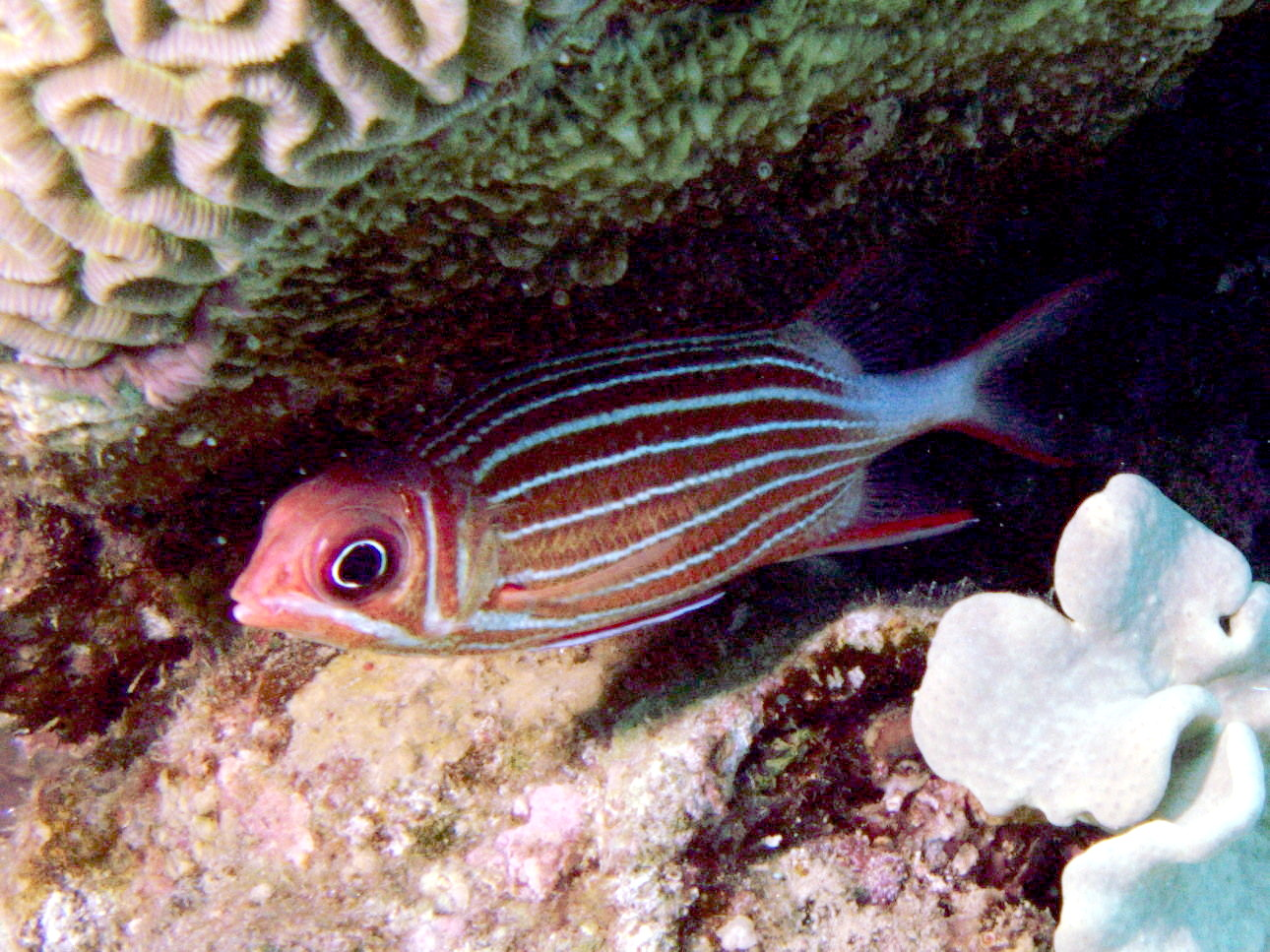
Ejemplar escondido entre corales en Janub Sina, Egipto
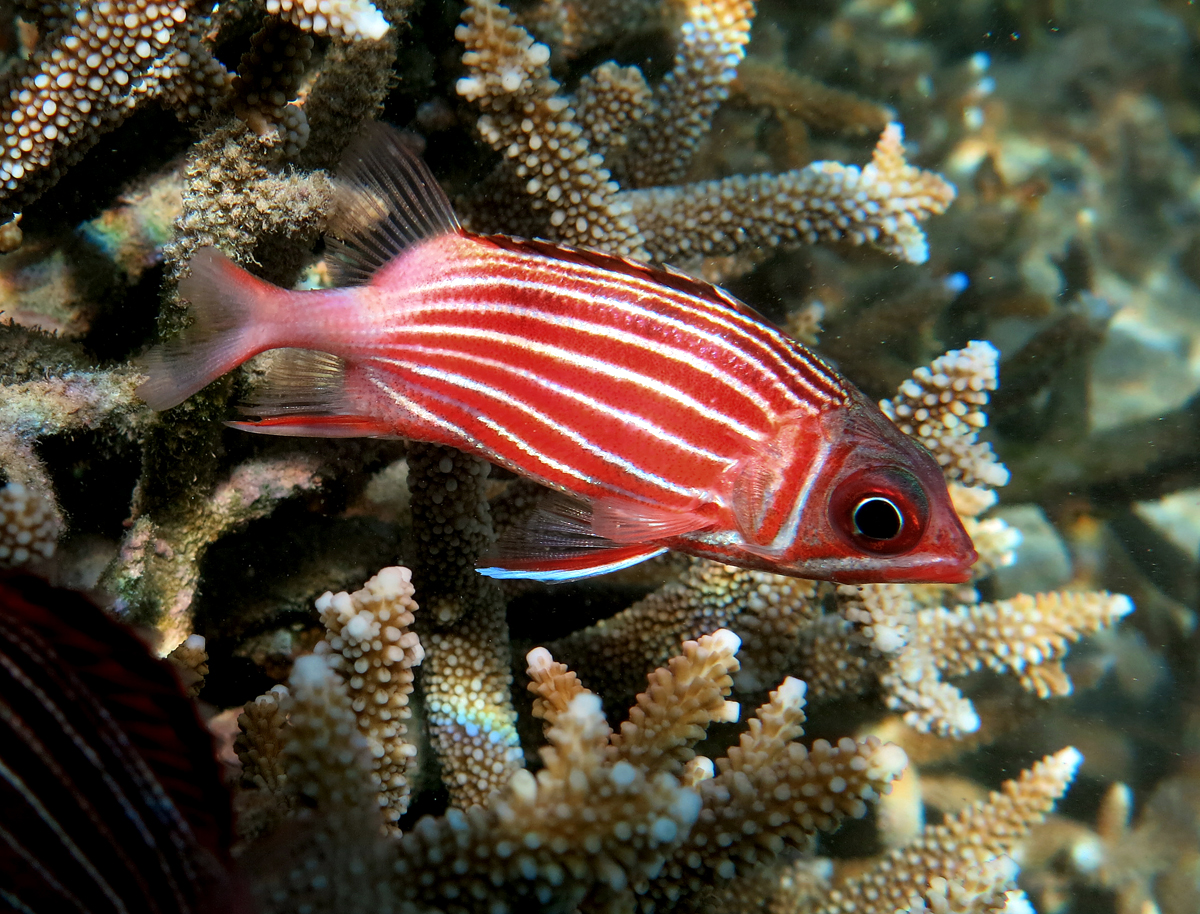
S. diadema en Reunión
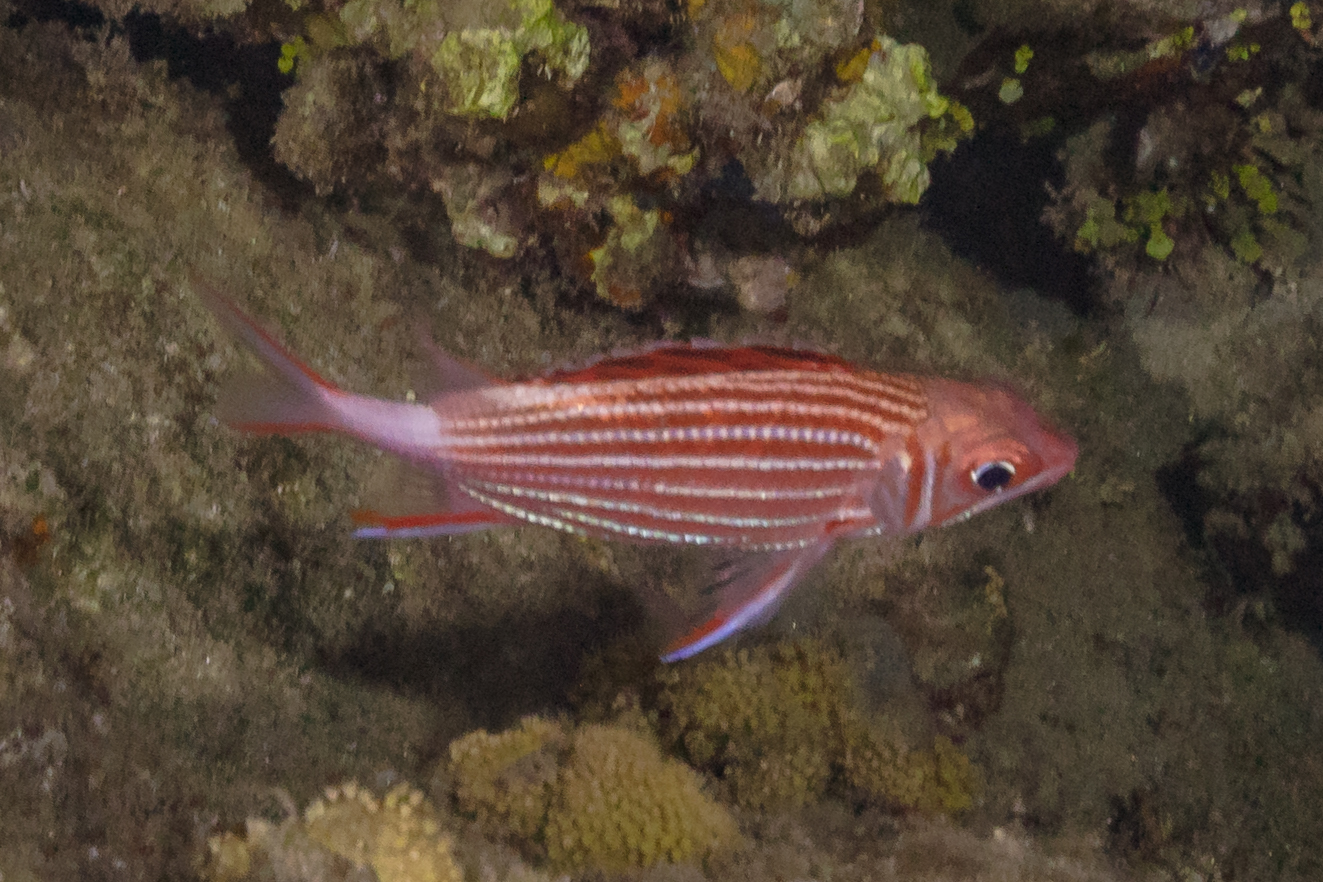
Ejemplar en el mar Rojo.
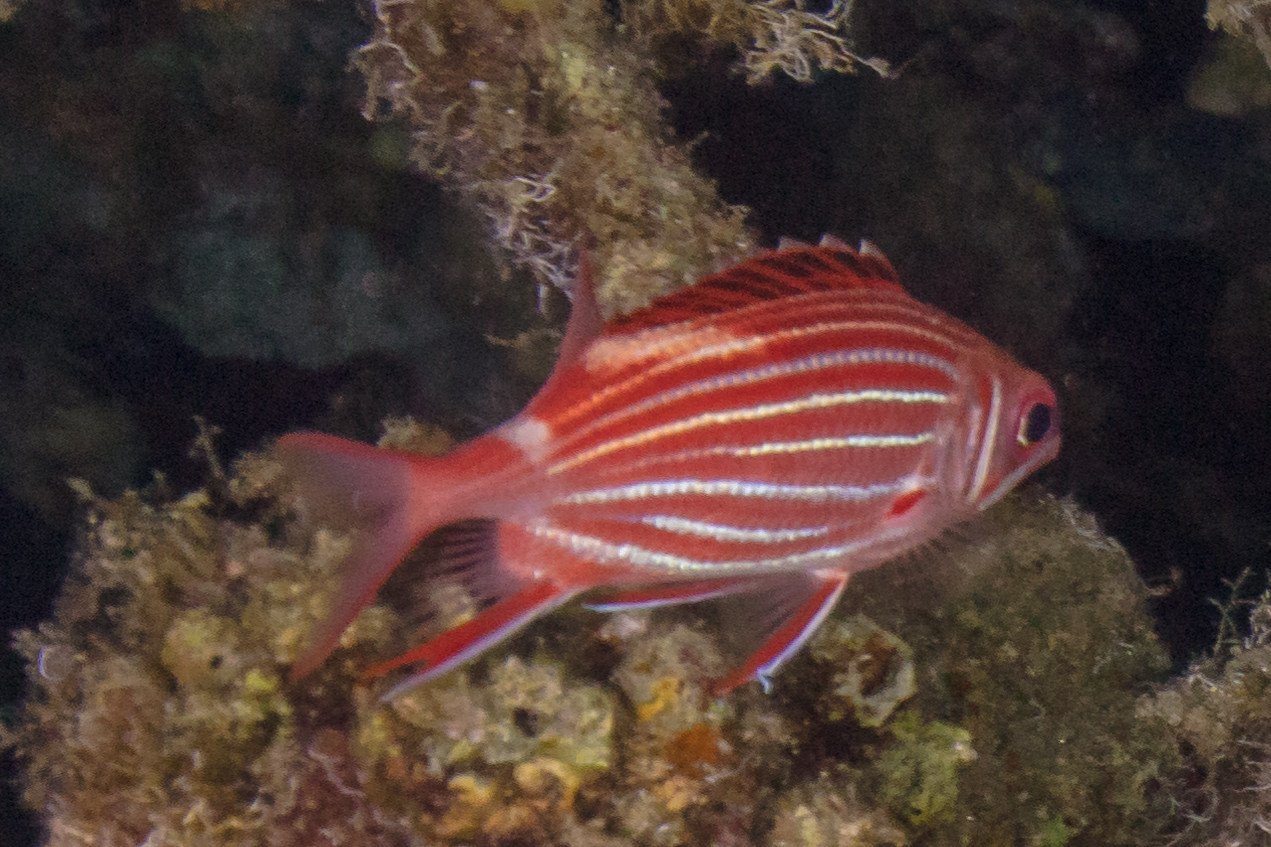
En el parque nacional Ras Muhammad, mar Rojo.
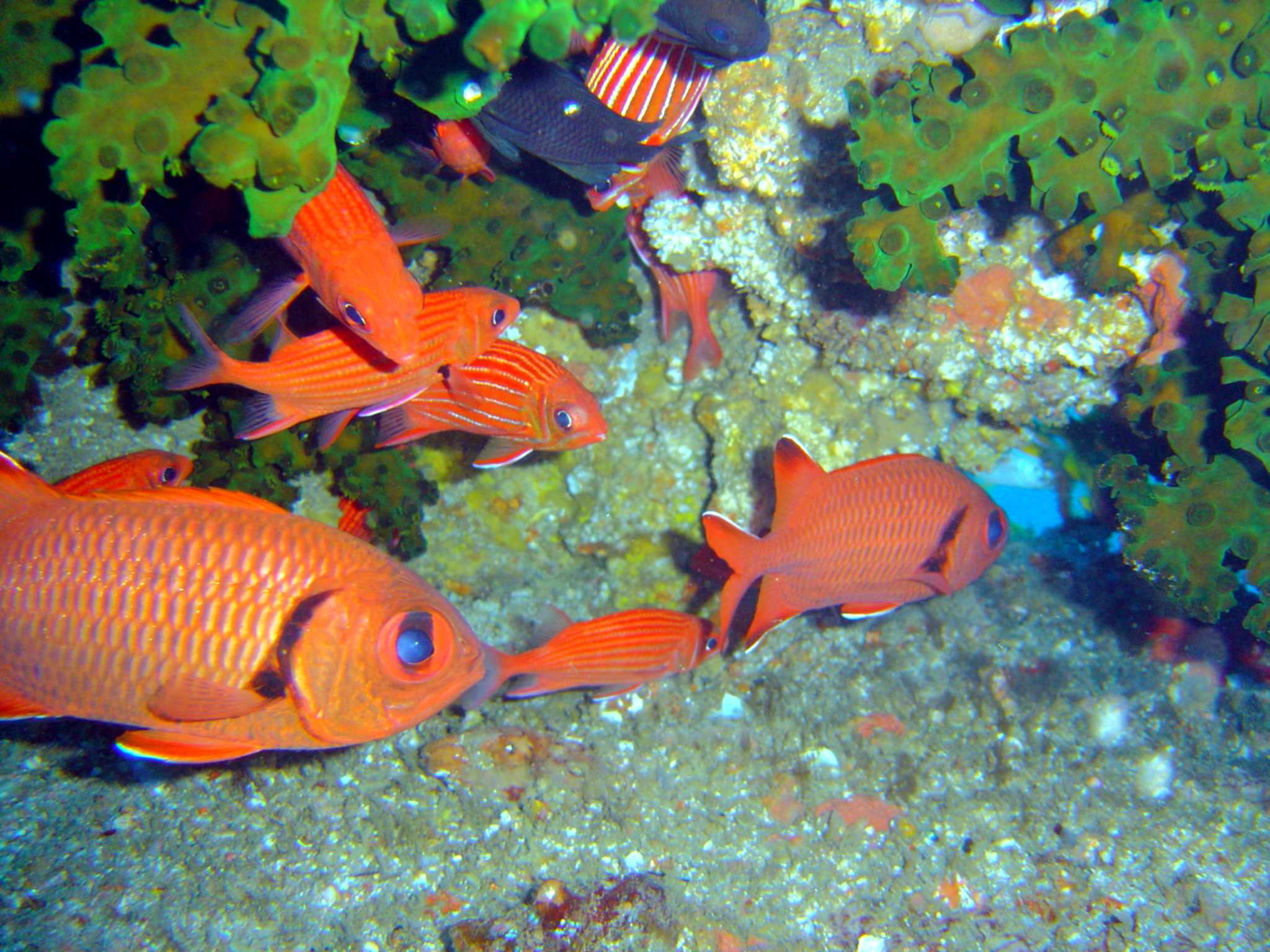
Bajo coral Tubastraea micranthus, junto a ejemplares de Myripristis murdjan en Mozambique